# Ramón González Concha
Ramón González Concha (Illapel, 12 de enero de 1803 - Santiago, noviembre de 1872), político y militar chileno, hijo de Ramón González Valdés y María Teresa Concha Lobatón.
Ingresó a la carrera militar en 1819, bajo las órdenes de Gregorio de las Heras, en el batallón N.º 2 de Santiago. En 1826 fue ascendido a teniente coronel por el general Ramón Freire.
De ideales liberales, no participó de la Guerra Civil de 1830, por lo que no sufrió la persecución del régimen conservador. José Joaquín Prieto Vial le ascendió a general de brigada (1835) y le nombró oficial mayor del Ministerio del Interior (1837).
Formó parte de la Legación chilena en Lima (1846), como agregado militar. Elegido Diputado por Itata en tres períodos consecutivos (1855-1864), integró en estos períodos la Comisión permanente de Elecciones y Calificadora de Peticiones.